# أندي اوديل
أندي اوديل (بالإنجليزية: Andy O'Dell)‏ هو لاعب كرة قدم ومدرب كرة قدم بريطاني في مركز الوسط، ولد في 2 يناير 1963 في كينغستون أبون هال في المملكة المتحدة. لعب مع دارلينجتون إف سى وغريمسبي تاون ونادي توركي يونايتد ونادي روذرهام يونايتد.